# Esprit Mortemart

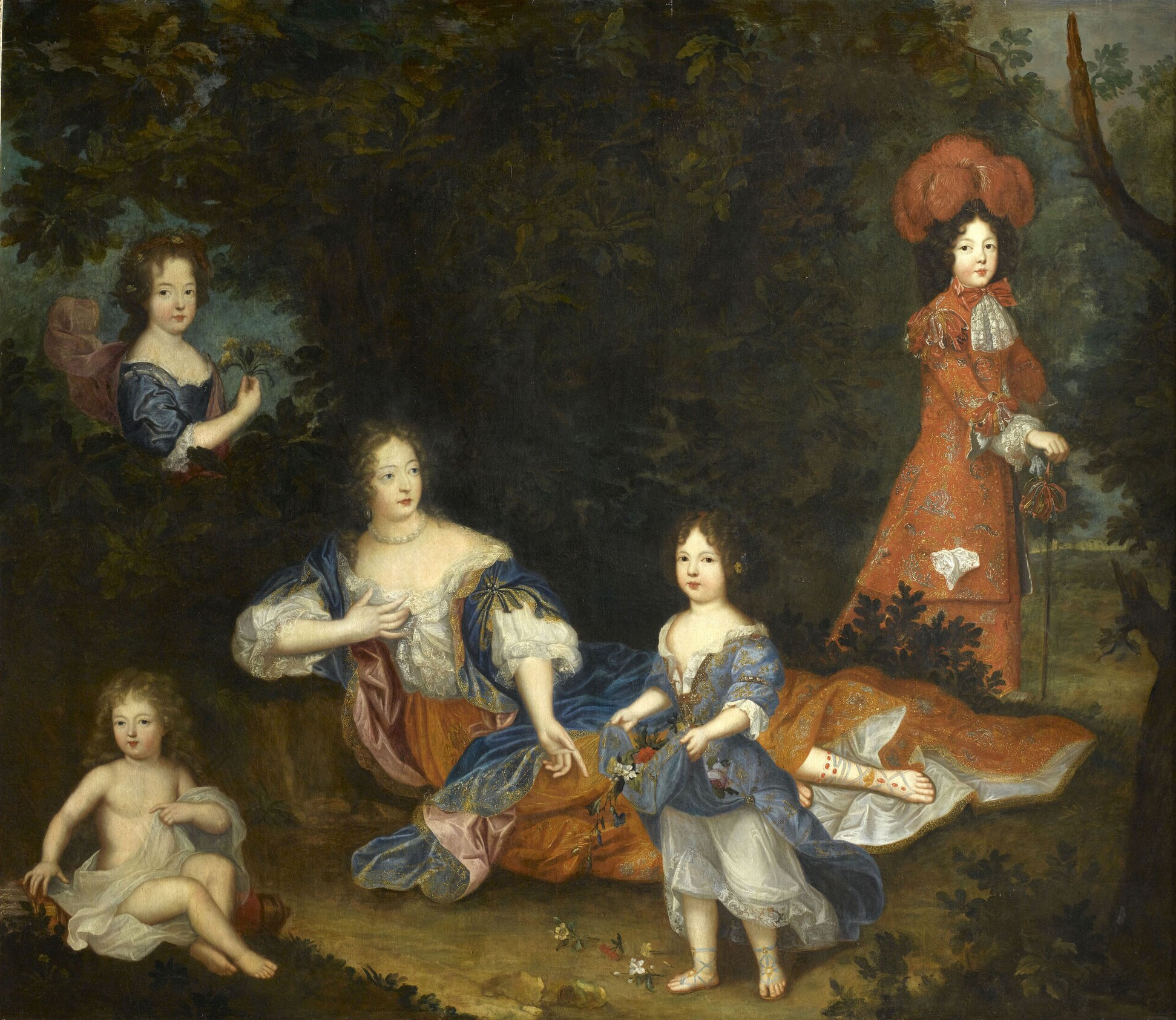
Mme de Montespan et ses enfants

L'esprit Mortemart, ou esprit des Mortemart, est une forme particulière d'esprit, ou d'humour, que l'on prête traditionnellement aux membres de la maison de Rochechouart-Mortemart à partir du XVIIe siècle,.

## Définitions
Ernest Lavisse parle de « l'esprit vanté des Mortemart, naturel, fin, trouveur de choses inattendues, un esprit qui avait l'art d'en donner aux autres », Jean-François Solnon indique que « l'esprit brillant et caustique des Mortemart » était « célèbre » et Jean-Christian Petitfils évoque « ce fameux esprit des Mortemart, que les contemporains décrivent comme une manière particulière de tourner la plaisanterie, de lancer des saillies malicieuses assaisonnées de “picoteries”, badines ou cruelles, et de singer d'un air moqueur les courtisans les mieux établis ».

## Les Mortemart
Cette notion apparaît notamment lorsque Mme de Sévigné remarque chez Mme de Montespan, qui est une Mortemart, « cet esprit héréditaire dans sa famille ». L'expression revient au XVIIIe siècle sous la plume du mémorialiste Dreux du Radier : « L'esprit était tellement affecté à la maison de Mortemart qu'on a dit longtemps à la cour l'esprit des Mortemart, pour dire un tour fin dans la manière de penser... » De même, Victor Cousin parlera de l'« esprit Mortemart » au sujet de Marie-Madeleine de Rochechouart, surnommée « la reine des abbesses », sœur de Mme de Montespan.

## Saint-Simon et Proust
C'est surtout Saint-Simon qui consacre cette formule en l'utilisant dans ses Mémoires. Il évoque les descendants de Gaspard de Rochechouart, marquis de Mortemart (1575-1643), sur quatre ou cinq générations, en attribuant un caractère héréditaire à leur « esprit » : Mme de Montespan, le maréchal-duc de Vivonne, Mme de Thianges, le duc du Maine, la duchesse d'Orléans, la duchesse de Berry, Marie-Élisabeth de Castries...
Le paradoxe que relève Proust est que Saint-Simon ne donne pas d'exemples précis de cet « esprit Mortemart » et il s'en étonne à plusieurs reprises dans sa Correspondance,. Dans À la recherche du temps perdu, il crée le personnage d'Oriane, duchesse de Guermantes, qui possède au plus haut point l'« esprit des Guermantes » car, « si l’on disait le teint et les cheveux des Guermantes, on disait aussi l’esprit des Guermantes comme l’esprit des Mortemart ». Oriane incarne ainsi un équivalent de l'« esprit Mortemart » dont les reparties sont admirées par le « faubourg Saint-Germain ».

## Talleyrand
Un descendant des Mortemart qui n'en porte pas le nom est Talleyrand, arrière-petit-fils de Marie-Françoise de Rochechouart, qui l'a élevé. Dans ses Mémoires, « il s'étend sur les charmes de l'esprit Mortemart », entre autres lorsqu'il écrit à propos de son arrière-grand-mère : « Elle avait conservé ce que l'on appelait encore l'esprit des Mortemart : c'était son nom. »

## Dumas
Dumas fait une référence à l'esprit Mortemart dans Le Comte de Monte-Cristo lors de la présentation de Château-Renaud : « Mais avant qu'il eût achevé, M. de Château-Renaud, beau jeune homme de trente ans, gentilhomme des pieds à la tête, c'est-à-dire avec la figure d'un Guiche et l'esprit d'un Mortemart, avait pris Albert par la main »